# 1995 SN55
(523731) 2014 OK394，也可以寫成1995 SN55，是一顆一度失蹤后又被寻获的半人馬小行星。它的近日點比木星遠，半長軸可能比海王星短，並且可能是最大的半人馬小行星。

## 尺寸
如果1995 SN55的軌道被確認為半人馬，它可能會是已知最大的半人馬小行星。半人馬小行星的反照率大約只有0.08，使用絕對星等（H） 6.0，和平均的半人馬反照率0.08，估計1995 SN55的直徑為295公里。兩顆最大的半人馬小行星是(10199) 女凱龍星（260公里/H=6.6/反照率=0.05）和(2060) 開朗（230公里/H=6.2/反照率=0.07）。

## 迷蹤
1995 SN55從1995年9月20日發現之後，迄10月26日的36天中只被觀測了14次。由於觀測的弧非常短，對這顆天體的軌道的所知有限，因此被認為是失蹤了（參見迷蹤彗星或迷蹤小行星）。
JPL顯示這顆小行星的近日點只是39.1AU，然而深度黃道巡天（DES，Deep Ecliptic Survey）顯示的近日點卻遠達91AU。

## 寻获
2020年11月30日，业余天文学家S. Deen和K. Ly证实2010年由泛星计划发现的海王星外天体(523731) 2014 OK394正是一度被认为失踪的1995 SN55，论文于2021年1月27日发表。

## 外部連結
- Orbital simulation（页面存档备份，存于） from JPL (Java) / Ephemeris（页面存档备份，存于）